# Begonia michoacana
Espèce
Begonia michoacana est une espèce de plantes de la famille des Begoniaceae. Ce bégonia est originaire du Mexique. L'espèce fait partie de la section Knesebeckia. Elle a été décrite en 1947 par Lyman Bradford Smith (1904-1997) et Bernice Giduz Schubert (1913-2000). L'épithète spécifique michoacana signifie « de Michoacán », en référence à Michoacán de Ocampo, un État du Mexique où ont été récoltés les types. 

## Répartition géographique
Cette espèce est originaire du pays suivant : Mexique.